# Omar Rekik
Omar Rekik és un jugador nascut a Helmond, Països Baixos i nacionalitzat a Tunísia de vint anys que actualment juga com a defensa central cedit al Sparta de Rotterdam, però pertany a l'Arsenal FC. És germà del jugador del Sevilla FC, Karim Rekik.

## Trajectòria
El seu primer equip professional va ser el Feyenoord Juvenil. Després la temporada 12/13 va firmar amb el Manchester City Juvenil. La temporada següent va anar a jugar al PSV juvenil. La temporada 15/16 firmaria lliure amb l'Olympique de Marsella. La temporada 17/18 va firmar amb el Herta Berlin sub-17, la temporada següent va passar al Herta Berlin sub-19. La temporada 20/21 va passar al segon equip, En aquell moment l'Arsenal FC és va interessar i el va fitxar per una quantitat al voltant dels sis-cents mil euros. Va acabar la temporada 20/21 amb l'Arsenal sub-23. La temporada 22/23 ha marxat en format de préstec al Sparta de Rotterdam i està previst que torni al cojunt londinenc al final d'aquesta temporada.